# Mandukya-Upanishad
Die Mandukya-Upanishad oder auch Mandukyopanishad ist die kürzeste der Upanishaden. Sie behandelt die Silbe Om, die drei psychologischen Bewusstseinszustände Wachen, Träumen und Tiefschlaf sowie den transzendenten vierten Zustand der Erleuchtung (Turīya). Die Mandukya-Upanishad gehört zu den zehn Mukhya-Upanishaden und bildet einen Teil des Atharvaveda. Im Muktika-Kanon wird sie an sechster Stelle angeführt. Sie ist in Prosa abgehalten und besteht aus nur 12 Versen.

## Etymologie

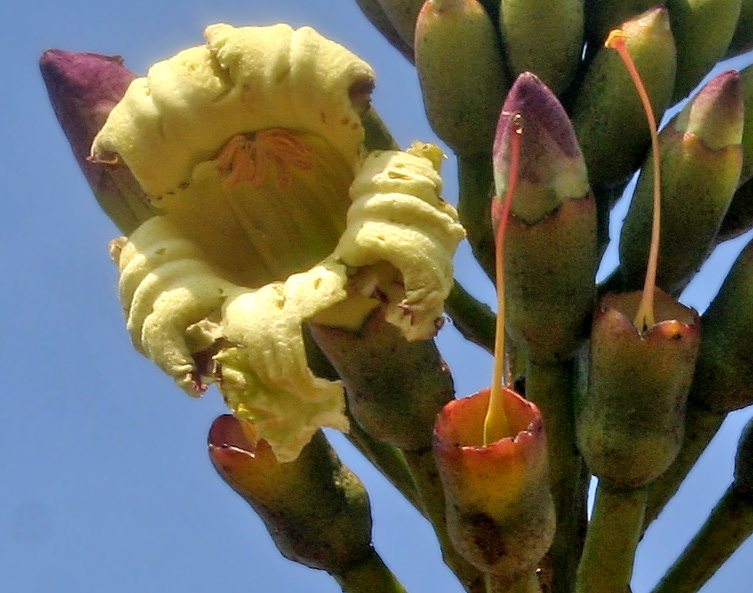
Manduk-Blüten (Oroxylum indicum)

Der Name Mandukya-Upanishad – माण्डुक्य उपनिषद् – māṇḍukya-upaniṣad – leitet sich wahrscheinlich von einem Weisen namens Māṇḍuka – माण्डुक – ab, dem Sohn der Māṇḍuki. In der Brihadaranyaka-Upanishad wird ein Hellseher gleichen Namens zusammen mit seinen Schülern, den Mandukeyas, erwähnt. Diese Mandukeyas treten auch im Bhagavata Purana auf, in dem sie von Indra einen Zweig des Rigveda anvertraut bekommen. Die hellseherischen Mandukeyas erscheinen auch mit Hymnen über Linguistik im Rigveda.
Die Manduki Shiksha ist eine etymologische Abhandlung über den Veda und erklärt außerdem die Musiknoten der Tonleiter.
Als Manduka wird auch ein spezieller Yoga bezeichnet – eine abstrakte Meditationsübung, bei der der asketisch lebende Meditierende bewegungslos in Froschhaltung sitzt. Mandukasana ist eine der in diesem Yoga verwendeten Asanas (Sitzhaltungen).
Auf Hindi bedeutet Manḍuk – मण्डूक – Blüte und bezeichnet insbesondere die zu den Trompetenbaumgewächsen gehörende Blütenpflanze Oroxylum indicum.

## Datierung
Nakamura (2004) datiert die Mandukya-Upanishad auf das 1. oder 2. Jahrhundert.
Hierzu die Ansicht von Olivelle (1998):

„Schließlich sind wir bei den beiden späten, in Prosa gehaltenen Upanishaden, nämlich der Prashna-Upanishad und der Mandukya-Upanishad. Sie dürften nicht viel älter als Christi Geburt sein.“

## Inhalt

### Vers 1
“हरिः ओम्
ओमित्येतदक्षरमिदं सर्वं तस्योपव्याख्यानं भूतं भवद्भविष्यदिति सर्वमोङ्कार एव यच्चान्यत्त्रिकालातीतं तदप्योङ्कार एव”

„hariḥ om
omityetadakṣaramidaṃ sarvaṃ tasyopavyākhyānaṃ bhūtaṃ bhavadbhaviṣyaditi sarvamoṅkāra eva yaccānyattrikālātītaṃ tadapyoṅkāra eva“

„Hariḥ AUM.
Die heilige Silbe AUM repräsentiert tatsächlich Alles – das All. Eine Erklärung liefert die Zeit unter dem Aspekt Vergangenheit, Gegenwart und Zukunft. Aber auch all das, was jenseits dieser Dreifachheit liegt, ist ebenfalls AUM.“

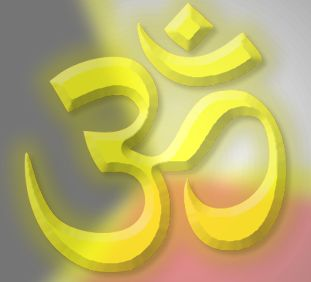
Der universelle Klang Om wird in der Mandukya-Upanishad erklärt

Das Wort aum besteht aus den drei mātrās (Buchstaben) A, U, und M, wobei das A den Wachzustand symbolisiert, welchen wir mit unserem Geist und den Sinnesorganen nach außen gerichtet erleben. Das U vertritt den Traumzustand, in dem nach innen gerichtete Erlebnisse auftreten. Im Tiefschlaf, repräsentiert durch den Klang M, kann das von der Wunschnatur unbehelligte Bewusstsein sich auf sich selber konzentrieren.

### Vers 2
“सर्वं ह्येतद् ब्रह्मायमात्मा ब्रह्म सोऽयमात्मा चतुष्पात्”

„sarvaṃ hyetad brahmāyamātmā brahma so ’yamātmā catuṣpāt“

„Wahrhaft all dieses ist Brahman. Dieser Ātman ist Brahman. Der Ātman besteht aus vier Teilen (hat vier Füße).“

Die vier Teile des Ātmans sind seine vier Bewusstseinszustände.

#### Die vier Bewusstseinszustände
Die Mandukya-Upanishad beschreibt vier Bewusstseinszustände, nämlich Wachen (jagrat oder viśva), Träumen (svapna oder taijasa) und Tiefschlaf (suṣupti oder prājña). Diese drei Grundzustände korrespondieren mit den Drei Körpern des Sarira.
Der vierte Zustand ist Turīya, reines Bewusstsein. Es bildet den Hintergrund zu den anderen drei Bewusstseinszuständen bzw. unterlagert sie. In diesem Bewusstseinszustand werden sowohl absolutes Saguna Brahman als auch relatives Nirguna Brahman transzendiert. In ihm wird Unendlichkeit (ananta) und Nicht-Abgesondertheit (advaita/abheda) wahrhaft erfahren. Er ist nicht-dualistisch, da keine Versuche stattfinden, die Realität in Konzepte (vipalka) zu zwängen. Und schließlich erfolgt auch die Wahrnehmung von Ajativada, dem Zustand ohne Ursprung (wörtlich übersetzt Weg des Nicht-Geborenwerdens).

### Vers 3

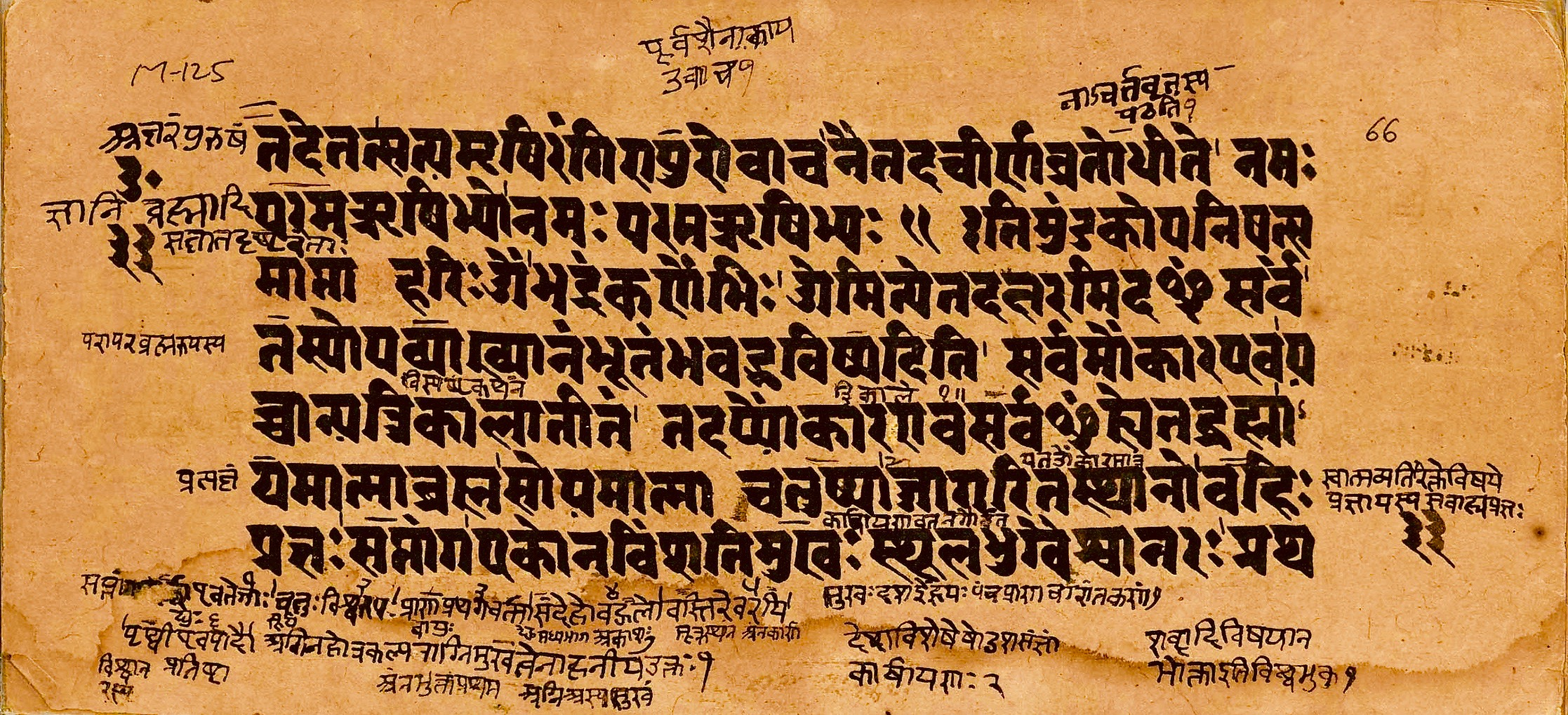
Verse 1 bis 3

“जागरितस्थानो बहिष्प्रज्ञः सप्ताङ्ग एकोनविंशतिमुखः स्थूलभुग्वैश्वानरः प्रथमः पादः”

„Jāgaritasthāno bahiṣprajñaḥ saptāṅga ekonaviṃśatimukhaḥ sthūlabhugvaiśvānaraḥ prathamaḥ pādaḥ“

„Sein primäres Tätigkeitsfeld ist der nach außen gerichtete Wachzustand, der sieben Glieder und neunzehn Münder besitzt, wodurch er grobstoffliche Gegenstände erfahren kann.“

Der erste Bewusstseinszustand, in dem wir unserer täglichen (Um)welt bewusst sind, ist Wachheit. Das Wachbewusstsein entspricht dem grobstofflichen Körper. Die Mandukya-Upanishad beschreibt es als nach außen gerichtete Wahrnehmung (bahiṣ-prajña), von grober Natur (sthūla) und universell (vaiśvānara).

### Vers 4
“स्वप्नस्थानोऽन्तः प्रज्ञाः सप्ताङ्ग एकोनविंशतिमुखः प्रविविक्तभुक्तैजसो द्वितीयः पादः”

„svapnasthāno’ntaḥ prajñāḥ saptāṅga ekonaviṃśatimukhaḥ praviviktabhuktaijaso dvitīyaḥ pādaḥ“

„An zweiter Stelle folgt der nach innen gerichtete Traumzustand, der sieben Glieder und neunzehn Münder besitzt, wodurch er Feinstoffliches, Subtiles erleben kann.“

Der zweite Zustand ist der des träumenden Geistes. Er entspricht dem feinstofflichen Energiekörper. Seine Wahrnehmung geht nach innen (antah-prajna), ist feinstofflicher (pravivikta) und brennender Natur (Taijasa).

### Vers 5
“यत्र सुप्तो न कञ्चन कामं कामयते न कञ्चन स्वप्नं पश्यति तत्सुषुप्तम्
सुषुप्तस्थान एकीभूतः प्रज्ञानघन एवाऽऽनन्दमयो ह्यानन्दभुक् चेतोमुखः प्राज्ञस्तृतीयः पादः”

„yatra supto na kañcana kāmaṃ kāmayate na kañcana svapnaṃ paśyati tatsuṣuptam
suṣuptasthāna ekībhūtaḥ prajñānaghana evā’’nandamayo hyānandabhuk cetomukhaḥ prājñastṛtīyaḥ pādaḥ“

„An dritter Stelle folgt der Tiefschlaf, in dem der Schlafende keinerlei Objekte mehr ersehnt und auch keinem Traumzustand mehr verfallen ist.
 Im Zustand des Tiefschlafs werden alle Erfahrungen in undifferenzierter Form vereint. Dieser Bewusstseinszustand ist voller Seligkeit, da er zur Erkenntnis über die anderen beiden Bewusstseinszustände führt.“

Der dritte Zustand ist der des Tiefschlafs. Er entspricht dem Kausalkörper. In diesem Zustand ist das unterlagernde Bewusstsein vollkommen ungestört. Shankara beschreibt diesen Zustand als (siehe auch Vers 6)

„Herrn über alles (sarveśvaraḥ), Kenner von allem (sarvajña), Kontrolleur im Inneren (antaryāmi), Quell aller Dinge (yoniḥ sarvasya), Ursprung und Auflösung alles Erschaffenen (prabhavāpyayau hi bhūtānām).“

### Vers 6
“एष सर्वेश्वरः एष सर्वज्ञ एषोऽन्तर्याम्येष योनिः सर्वस्य प्रभवाप्ययौ हि भूतानाम्”

„eṣa sarveśvaraḥ eṣa sarvajña eṣo’ntaryāmyeṣa yoniḥ sarvasya prabhavāpyayau hi bhūtānām“

„Dies ist der Herr von Allem. Dies ist der Allwissende. Dies ist der Herrscher des Innenlebens. Dies ist der Urquell von Allem. Und dies ist der Ausgangspunkt aller Dinge, in den sie alle letztlich wieder eingehen werden.“

### Vers 7
“नान्तःप्रज्ञं न बहिःप्रज्ञं नोभयतःप्रज्ञं न प्रज्ञानघनं न प्रज्ञं नाप्रज्ञम्
अदृश्यमव्यवहार्यमग्राह्यमलक्षणमचिन्त्यमव्यपदेश्यमेकात्मप्रत्ययसारं प्रपञ्चोपशमं शान्तं शिवमद्वैतं चतुर्थं मन्यन्ते स आत्मा स विज्ञेयः”

„nāntaḥprajñaṃ na bahiḥprajñaṃ nobhayataḥprajñaṃ na prajñānaghanaṃ na prajñaṃ nāprajñam
adṛśyamavyavahāryamagrāhyamalakṣaṇamacintyamavyapadeśyamekātmapratyayasāraṃ prapañcopaśamaṃ śāntaṃ śivamadvaitaṃ caturthaṃ manyante sa ātmā sa vijñeyaḥ“

„Es ist sich der inneren subjektiven Welt nicht bewusst, auch nicht der äußeren objektiven Welt und auch nicht der beiden zusammengenommen. Weder hat es mit angehäuften bewussten Wahrnehmungen, bloßem Bewusstwerden oder vollkommener Wahrnehmungslosigkeit zu tun. Sinnesorgane können es nicht erkennen, es steht mit keinem Gegenstand in Bezug, vom Verstand ist es nicht zu begreifen, es kann auch nicht erschlossen werden, es ist undenkbar und unbeschreibbar. Es hat allein die Qualität des Selbstbewusstseins, verneint sämtliche Phänomene, bedeutet Frieden und Nichtdualität. Es ist als Viertes oder Turīya bekannt. Es ist der Ātman, den es zu realisieren gilt.“

Über die drei Zustände hinaus gibt es noch einen vierten, transzendentalen Zustand (amātrā), der (etwas anders ausgedrückt)

„weder Bewusstsein der subjektiven Innen- noch der objektiven Aussenwelt ist; weder handelt es sich um das Bewusstsein dieser beiden Welten vereint noch um eine Anhäufung von Bewusstsein schlichtweg; weder ist es einfach Bewusstsein noch Unbewusstsein. Vielmehr ist er unwahrnehmbar, unergründlich, unverständlich, undenkbar und unbeschreibbar. Es ist BEWUSSTSEIN, das sich in den drei Zustandsformen des Selbst manifestiert. In ihm nehmen alle Phänomene ein Ende. Es ist absoluter Frieden, reine Seligkeit und ohne Dualität. Dies ist, was als der Vierte (turīya) bezeichnet wird. Dies ist der Atman, den es zu erkennen gilt.“

### Vers 8
“सोऽयमात्माध्यक्षरमोङ्कारोऽधिमात्रं पादा मात्रा मात्राश्च पादा अकार उकारो मकार इति”

„so’yamātmādhyakṣaramoṅkāro’dhimātraṃ pādā mātrā mātrāśca pādā akāra ukāro makāra iti“

„Derselbe Ātman (der zuvor als viergliedrig beschrieben worden war) ist nichts anderes als AUM, vom Standpunkt der Silben (akṣaram) aus betrachtet. Die Viertel entsprechen den jeweiligen Buchstaben (Klängen, mātrāḥ)  und umgekehrt, die Buchstaben entsprechen den jeweiligen Vierteln. Die Buchstaben sind A, U, und M.“

### Vers 9
“जागरितस्थानो वैश्वानरोऽकारः प्रथमा मात्राऽऽप्तेरादिमत्त्वाद्वाप्नोति ह वै सर्वान्कामानादिश्च भवति य एवं वेद”

„jāgaritasthāno vaiśvānaro’kāraḥ prathamā mātrā’’pterādimattvādvāpnoti ha vai sarvāṅkāmānādiśca bhavati ya evaṃ veda“

„Das universelle Vaiśvānara hat als Tätigkeitsfeld den Wachzustand. Es entspricht aufgrund seiner alldurchdringenden und primären Eigenschaften dem ersten Buchstaben A (अ) von AUM. Wer dies weiss, erlangt die Erfüllung aller Wünsche und wird erstklassig.“

### Vers 10
“स्वप्नस्थानस्तैजस उकारो द्वितीया मात्रोत्कर्षादुभयत्वाद्वोत्कर्षति ह वै ज्ञानसन्ततिं समानश्च भवति नास्याब्रह्मवित्कुले भवति य एवं वेद”

„svapnasthānastaijasa ukāro dvitīyā mātrotkarṣādubhayatvādvotkarṣati ha vai jñānasantatiṃ samānaśca bhavati nāsyābrahmavitkule bhavati ya evaṃ veda“

„Taijasa hat als Tätigkeitsfeld den Traumzustand. Es entspricht aufgrund seiner höheren, vermittelnden Stellung dem zweiten Buchstaben U (उ) von AUM. Wer dies weiß, erlangt höheres Wissen, wird von allen gleich behandelt und seine sämtlichen Verwandten sind Kenner des Brahmans.“

### Vers 11
“सुषुप्तस्थानः प्राज्ञो मकारस्तृतीया मात्रा मितेरपीतेर्वा मिनोति ह वा इदं सर्वमपीतिश्च भवति य एवं वेद”

„suṣuptasthānaḥ prājño makārastṛtīyā mātrā miterapītervā minoti ha vā idaṃ sarvamapītiśca bhavati ya evaṃ veda“

„Prājña hat als Tätigkeitsfeld den Tiefschlaf. Es entspricht aufgrund seiner allesverinnerlichenden Kraft dem dritten Buchstaben M (म) von AUM. Wer dies weiß, kann alles richtig einschätzen (da er die wahre Natur der Welt realisiert) und alles in sich selbst verstehen.“

### Vers 12
“अमात्रश्चतुर्थोऽव्यवहार्यः प्रपञ्चोपशमः शिवोऽद्वैत एवमोङ्कार आत्मैव संविशत्यात्मनाऽऽत्मानं य एवं वेद”

„amātraścaturtho’vyavahāryaḥ prapañcopaśamaḥ śivo’dvaita evamoṅkāra ātmaiva saṃviśatyātmanā’’tmānaṃ ya evaṃ veda“

„Das bestandteillose Klanglose und mit den Sinnen nicht Verstehbare, in dem sämtliche Phänomene ein Ende haben, dieses allseelige und nichtduale AUM bildet das Vierte und ist wahrlich identisch mit dem Ātman. Wer dies weiß, verbindet sein Selbst mit dem Überselbst.“

## Kommentare
Der älteste, jetzt noch vorliegende Kommentar der Mandukya-Upanishad wurde im 8. Jahrhundert von Gaudapada, einem Vorläufer Shankaras, geschrieben. Dieser Māṇḍukya Kārikā ist die früheste Abhandlung über Advaita Vedanta und besteht aus einer Einleitung und 29 Versen. Shankara schrieb etwas später seinen Kommentar zur Mandukya-Upanishad (Bhashya), wobei er die Upanishad mit dem Kārikā Gaudapadas verschmolz. Anandagiri kommentierte dann seinerseits Shankara in seinem Tīkā sehr ausführlich.
Gaudapada übernahm in seinem Kommentar die buddhistischen Doktrin vijñapti-mātra (die letztliche Realität ist reines Bewusstsein) und Catushkoti (die so genannte Vier-Ecken-Negation). Gaudapada verwob beide Doktrin mit der Philosophie der Mandukya-Upanishad, was dann später von Shankara weiter ausgebaut wurde.

## Rezeption im modernen Hinduismus
Laut Radhakrishnan enthält die Mandukya-Upanishad eine fundamentale Herangehensweise an die letztliche Realität.

## Buddhistischer Einfluss
Laut Hajime Nakamura wurde die Mandukya-Upanishad wesentlich vom Mahayana-Buddhismus beeinflusst. In ihr lassen sich viele buddhistische Begriffe und Ausdrücke finden, insbesondere das Konzept von der Leere (Sunyata).

## Sikh-Übersetzung
Für Sikh-Gelehrte stellt die Mandukya-Upanishad eine der faszinierendsten Upanishaden dar, da sie von den vier Seinszuständen handelt. Guru Gobind Singh ließ sie 1689 in Anandpur übersetzen.